# قائمة قرارات مجلس الأمن التابع للأمم المتحدة لعام 1978
تتضمن قائمة قرارات مجلس الأمن التابع للأمم المتحدة لعام 1978 جميع القرارات الصادرة عن مجلس الأمن التابع للأمم المتحدة خلال العام 1978.

## القائمة
| رقم القرار | الرمز            | نص القرار                         | موضوع القرار                        |
| ---------- | ---------------- | --------------------------------- | ----------------------------------- |
| 423        | S/RES/443 (1978) | نص الوثيقة على موقع الأمم المتحدة | قبرص                                |
| 424        | S/RES/442 (1978) | نص الوثيقة على موقع الأمم المتحدة | قبول أعضاء جدد: دومينيكا            |
| 425        | S/RES/441 (1978) | نص الوثيقة على موقع الأمم المتحدة | إسرائيل - الجمهورية العربية السورية |
| 426        | S/RES/440 (1978) | نص الوثيقة على موقع الأمم المتحدة | قبرص                                |
| 427        | S/RES/439 (1978) | نص الوثيقة على موقع الأمم المتحدة | ناميبيا                             |
| 428        | S/RES/438 (1978) | نص الوثيقة على موقع الأمم المتحدة | مصر - إسرائيل                       |
| 429        | S/RES/437 (1978) | نص الوثيقة على موقع الأمم المتحدة | رودسيا الجنوبية                     |
| 430        | S/RES/436 (1978) | نص الوثيقة على موقع الأمم المتحدة | لبنان                               |
| 431        | S/RES/435 (1978) | نص الوثيقة على موقع الأمم المتحدة | ناميبيا                             |
| 432        | S/RES/434 (1978) | نص الوثيقة على موقع الأمم المتحدة | إسرائيل - لبنان                     |
| 433        | S/RES/433 (1978) | نص الوثيقة على موقع الأمم المتحدة | قبول أعضاء جدد: جزر سليمان          |
| 434        | S/RES/432 (1978) | نص الوثيقة على موقع الأمم المتحدة | ناميبيا                             |
| 435        | S/RES/431 (1978) | نص الوثيقة على موقع الأمم المتحدة | ناميبيا                             |
| 436        | S/RES/430 (1978) | نص الوثيقة على موقع الأمم المتحدة | قبرص                                |
| 437        | S/RES/429 (1978) | نص الوثيقة على موقع الأمم المتحدة | إسرائيل - الجمهورية العربية السورية |
| 438        | S/RES/428 (1978) | نص الوثيقة على موقع الأمم المتحدة | أنغولا - جنوب أفريقيا               |
| 439        | S/RES/427 (1978) | نص الوثيقة على موقع الأمم المتحدة | إسرائيل - لبنان                     |
| 440        | S/RES/426 (1978) | نص الوثيقة على موقع الأمم المتحدة | إسرائيل - لبنان                     |
| 441        | S/RES/425 (1978) | نص الوثيقة على موقع الأمم المتحدة | إسرائيل - لبنان                     |
| 442        | S/RES/424 (1978) | نص الوثيقة على موقع الأمم المتحدة | رودسيا الجنوبية - زامبيا            |
| 443        | S/RES/423 (1978) | نص الوثيقة على موقع الأمم المتحدة | رودسيا الجنوبية                     |

## المرجع
1. ↑  "Security Council Resolutions" (بالإنجليزية). الأمم المتحدة. Archived from the original on 2018-09-10. Retrieved 22 شباط / فبراير 2017. {{استشهاد ويب}}: تحقق من التاريخ في: |تاريخ الوصول= (help)